# Olaf Prenzler
Olaf Prenzler (República Democrática Alemana, 2 de abril de 1958) es un atleta alemán retirado especializado en la prueba de 4 x 100 m, en la que ha conseguido ser subcampeón europeo en 1986.

## Carrera deportiva
En el Campeonato Europeo de Atletismo de 1978 ganó dos medallas de plata: en 200 metros —con un tiempo de 20.61 segundos, tras el italiano Pietro Mennea y por delante del suizo Peter Muster— y en relevos 4 x 100 metros, con un tiempo de 38.78 segundos, tras Polonia y por delante de la Unión Soviética. 
En el Campeonato Europeo de Atletismo de 1986 ganó la medalla de plata en los relevos 4 x 100 metros, con un tiempo de 38.64 segundos, llegando a meta tras la Unión Soviética y por delante de Reino Unido (bronce).